# Beethoven R
Beethoven R. est un groupe de heavy metal espagnol, originaire de Madrid.

## Biographie
Le groupe est formé en 1997 à Madrid après une réunion de Bella Bestia. La formation originale de Beethoven R. tourne sous ce nom jusqu'à ce qu'il décide de se rebaptiser Beethoven R. en août 1998. À cette période, et avant le renommage, la formation comprenait Pepe Mari San Segundo (basse) et José Luis Saiz (guitare). Ils intègrent le chanteur Iván Urbistondo (ex-Dark Moor, Crypta). 
Le groupe enregistrer sa première et unique démo, intitulée Ja, ja. L'enregistrement se fait aux studios Musigrama de Madrid, et est produite par Pepe Loeches. Quatre morceaux y sont enregistrés, Salvaje como un huracán, Que no que no, le morceau-titre Ja ja et une reprise de El Gran mago de Bella Bestia.
Beethoven R. décide de changer d'agence de gestion au début de 1999. Ils partent pour les studios Producciones Peligrosas de Peligros (Grenade). Ja Ja, l'album, est publié en juin 1999 au label La Caza del Ñu Producciones, et c'est alors que les autres labels commencent à s'intéresser au groupe, qui signe finalement avec Avispa Music à la fin de l'année. Avispa réédite l'album en janvier 2000.
Avant la fin de l'année, Beethoven R. enregistre Un poco más, une reprise particulière du classique Ñu, qui est publié en 2001 à Ñu (A La Caza del Ñu Producciones). Après une courte tournée, le groupe se retire dans son lieu de répétition sous la supervision de Pepe Rubio (ex-Bella Beast, Los Tranquilitos), avec qui ils arrangent les nouveaux morceaux pour l'enregistrement du deuxième album du groupe. Un poco más comprend un total de 12 morceaux, dont El Guardián de tu piel, le premier single classé 57e des charts Cadena 100, devenu un hymne.
Au début de l'année 2005, Beethoven R. rompt avec Avispa, et part à la recherche d'un nouveau label. Trois longues années s'écoulent, entre janvier 2005 et décembre 2007, jusqu'au départ de Nacho, qui est remplacé par Jesús González Chechu (anciennement Knell Oyssey, Nemesis), dont l'arrivée coïncide avec le dixième anniversaire de Beethoven R. Le groupe décide ensuite de se concentrer à la préparation d'un quatrième album, qui est enregistré avant la fin de l'année. Cependant, divers problèmes repoussent sa publication.
Au début de 2016, ils sortent leur nouvel album, A fuego en la piel,.

## Membres

### Membres actuels
- José Luis Saiz - guitare (depuis 1997)
- Antonio Alcoba - batterie, chœurs (depuis 1997)
- Juan Carlos Adeva (El Moreno) - basse (depuis 2008)
- Alberto « Aorman » García - chant (depuis 2010)
- Javier Oliva - guitare, chœurs

### Anciens membres
- Javier Kiercheben - guitare (1998-2002)
- Kiko Hagall - chant (2001-2004)
- Jose Ignacio Carlos (Nacho) - guitare  (2003-2007)
- José María San Segundo (Pepe Mari) basse (1998-2008)
- Iván Urbistondo - chant (1998-2001, 2004-2010)
- Jesús González (Chechu) - guitare (2008-2011)

## Discographie

### Démo
- 1998 : Ja, ja

### Albums studio
- 1998 : Ja, ja
- 2001 : Un poco más
- 2004 : El Legado de Judas
- 2008 : Larga vida (compilation)
- 2009 : Más vale tarde... que nunca!
- 2012 : Dejándonos la piel... en directo! (CD/DVD live)
- 2016 : A fuego en la piel

### Singles
- 2001 : El Guardián de tu piel
- 2001 : Más sexy
- 2016 : Fuertes